# Andreas E. Furtwängler
Andreas Ernst Gottfried Furtwängler (11 de noviembre de 1944 en Zúrich) es un arqueólogo alemán y experto en numismática.
Estudió en la Universidad de Heidelberg con Herbert A. Cahn y entre 1976-1981 en Atenas y Saarbrücken. 
Profesor en Universidad de Halle-Wittenberg y el Deutschen Archäologischen Instituts (Instituto Arqueológico Alemán).
Entre 1993-2003 estuvo a cargo de las excavaciones en Daisen Dídima.
Es el único hijo del director de orquesta Wilhelm Furtwängler y Elisabeth Ackermann Furtwängler y nieto del arqueólogo clásico Adolf Furtwängler.
Está casado y tiene tres hijos.

## Algunas publicaciones
- Monnaies grecques en Gaule. Le trésor d'Auriol et le monnayage de Massalia 525/520 - 460 av. J.C., Fribourg 1978
- Samos, 3. Der Nordbau im Heraion von Samos, Bonn 1989
- Eλεύθερνα, 2, 2. Éνα ελληνιστικό σπίτι (σπίτι A) στη θέση Nησί, Rethymnon 1994
- G. Schneider: Demetrias, 6. Hellenistische Bronzegusswerkstätten in Demetrias, Würzburg 2003